# Госслер, Густав
Густав Людвиг Госслер (нем. Gustav Ludwig Goßler; 4 апреля 1879, Гамбург, Германия — 4 апреля 1940) — немецкий гребец, чемпион летних Олимпийских игр 1900.
На Играх Госслер принял участие в соревнованиях четвёрок и восьмёрок. В первом состязании, он, в составе второй немецкой команды, вместе со своими братьями Оскаром и Карлом, сначала выиграл полуфинал с результатом 5:56,2, а затем один из финалов за 5:59,0.
Затем, Госслер соревновался среди восьмёрок. Его команда сначала заняла третье место в полуфинале, а затем четвёртое в финале.